# Ramsö, Houtskär
Ramsö är en ö i Finland. Den ligger i Skärgårdshavet i kommundelen Houtskär i Pargas stad i den ekonomiska regionen  Åboland i landskapet Egentliga Finland, i den sydvästra delen av landet. 
Öns area är 50,8 hektar och dess största längd är 1,1 kilometer i sydöst-nordvästlig riktning. Ön höjer sig omkring 30 meter över havsytan.